# Hong Kong vu par Orson Welles
Hong Kong vu par Orson Welles est un documentaire d'Orson Welles de 8 minutes 31 pour l'émission Cinq colonnes à la une de l'ORTF du 4 mars 1960.
Il a pour thème la misère de la population chinoise réfugiée vivant sur les toits et dans les rues...